# Fortifications de Riquewihr
Les fortifications de Riquewihr sont un monument historique situé à Riquewihr, dans le département français du Haut-Rhin.

## Localisation
Ce bâtiment est situé autour de Riquewihr.

## Historique
L'édifice fait l'objet d'un classement au titre des monuments historiques depuis 1900.
L'édifice fait l'objet d'une inscription au titre des monuments historiques depuis 1986.
L'édifice fait l'objet d'une inscription au titre des monuments historiques depuis 1996.
L'édifice fait l'objet d'une inscription au titre des monuments historiques depuis 2000.

## Architecture

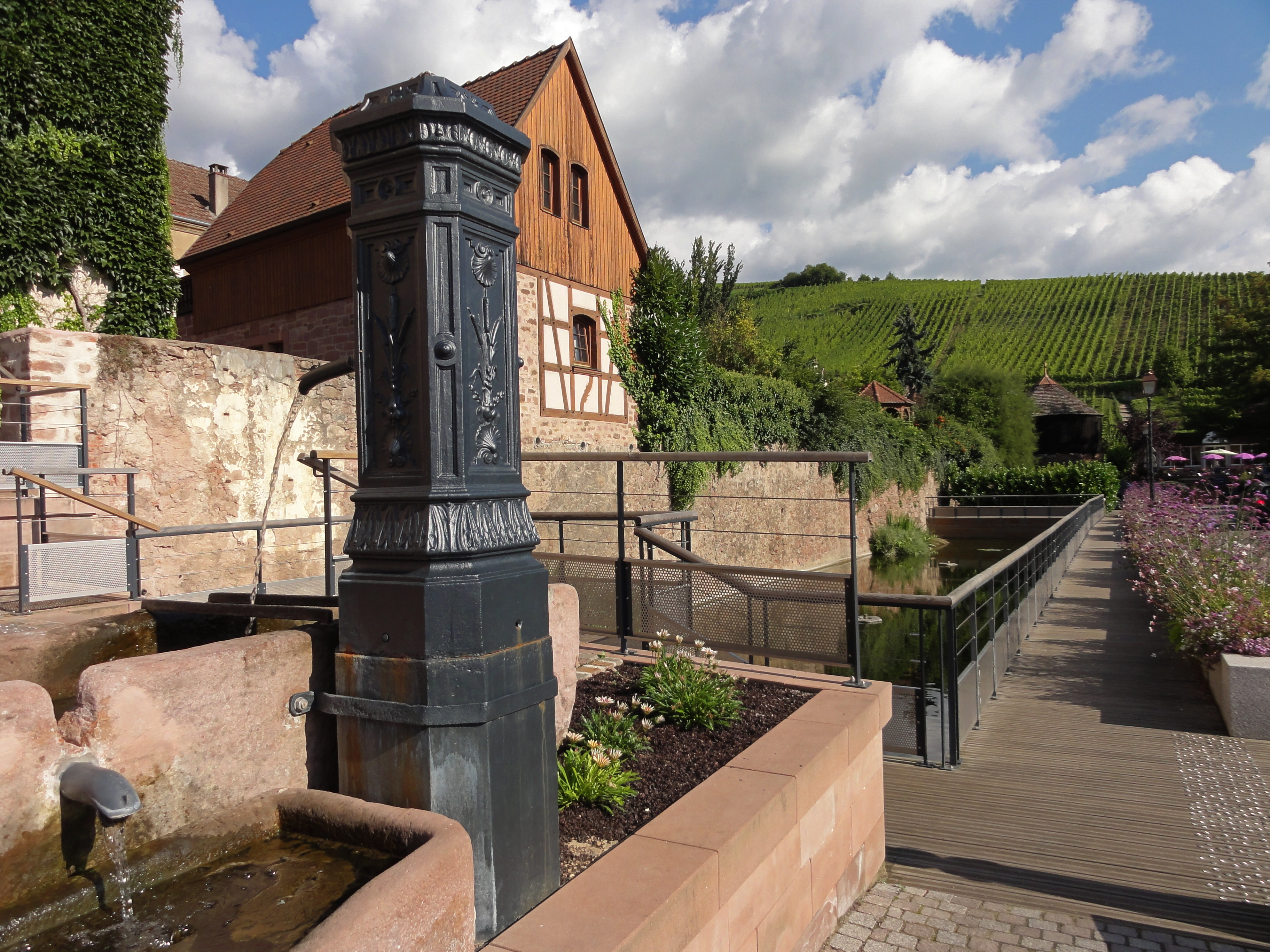
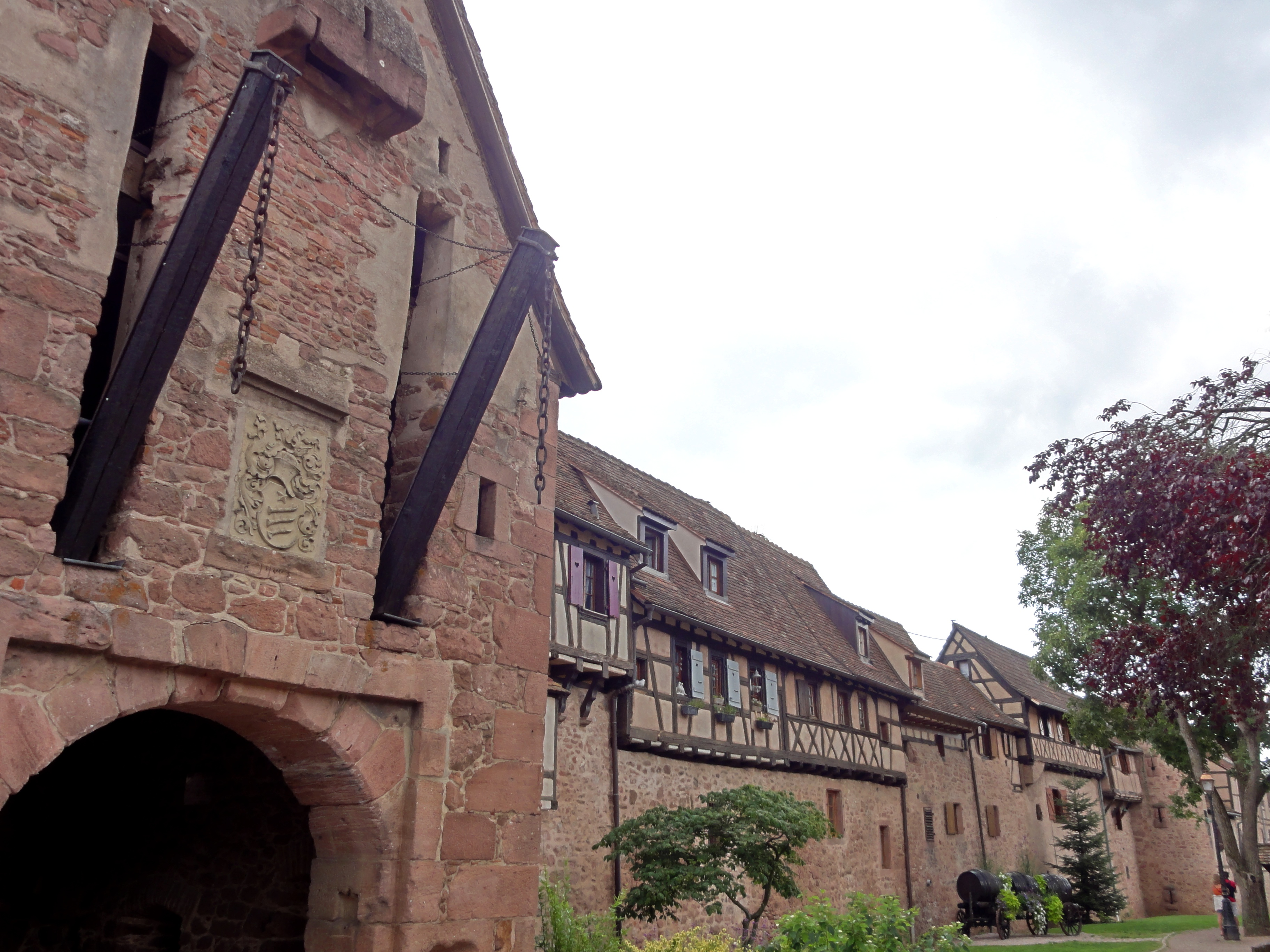
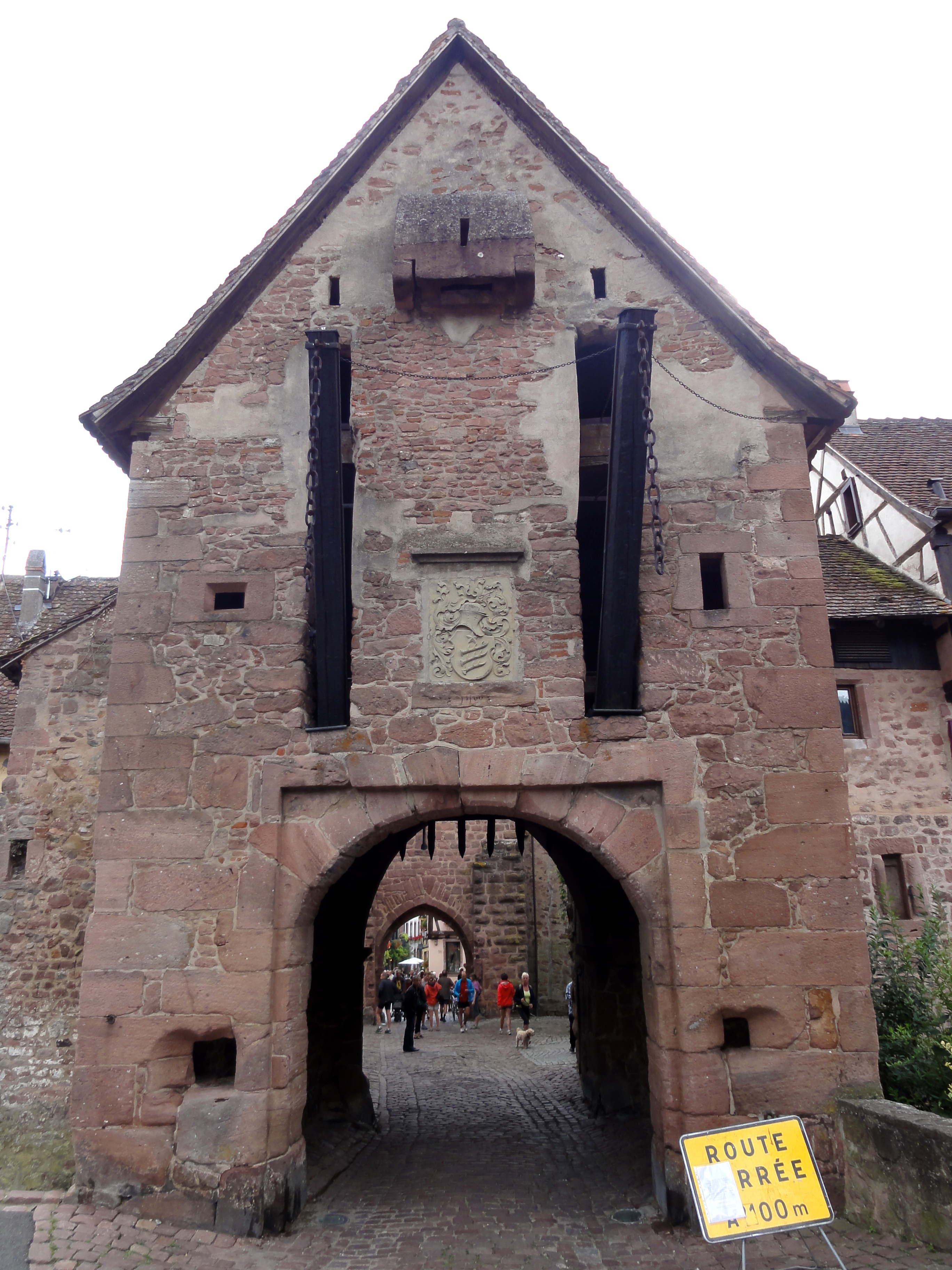
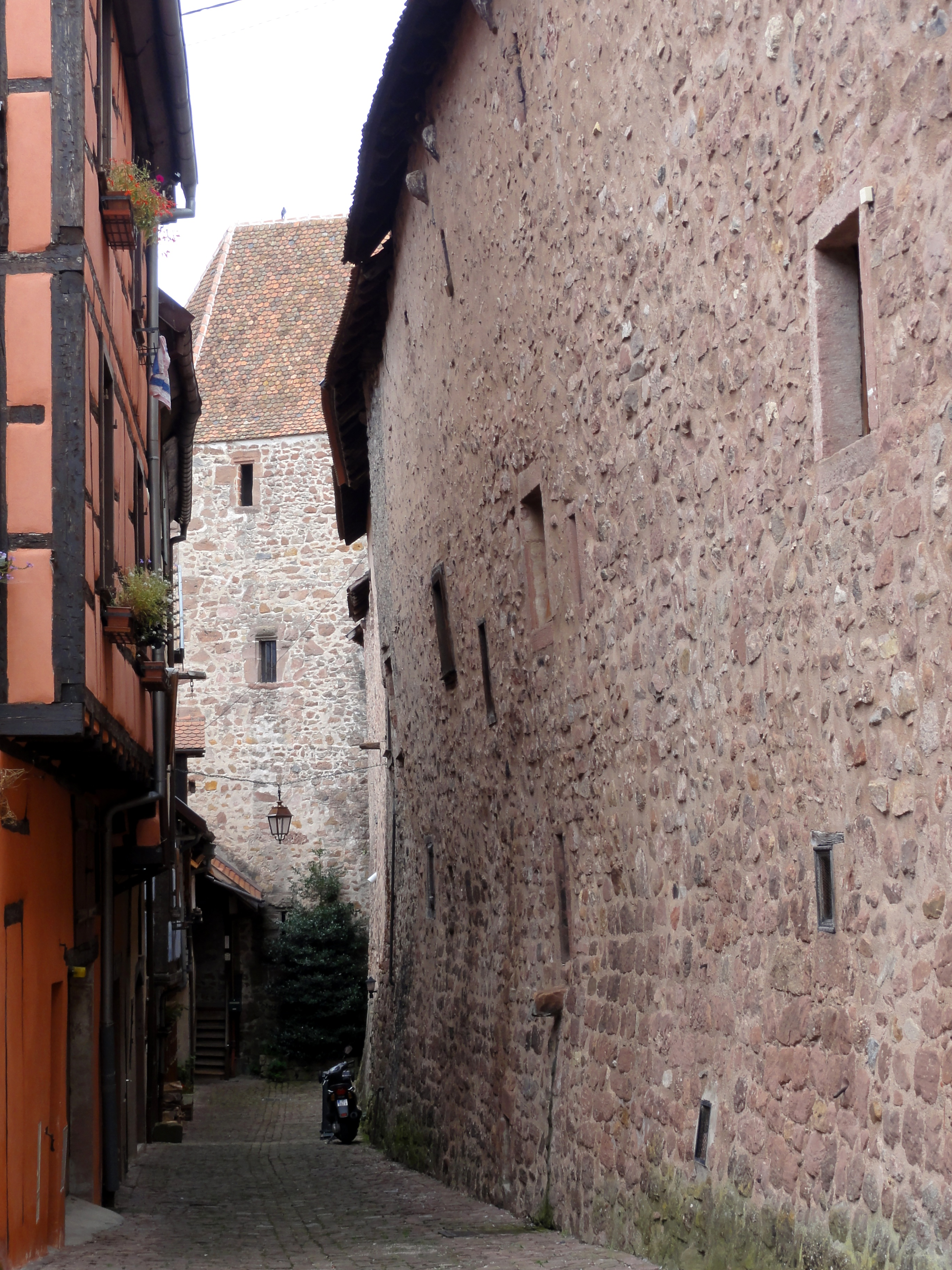
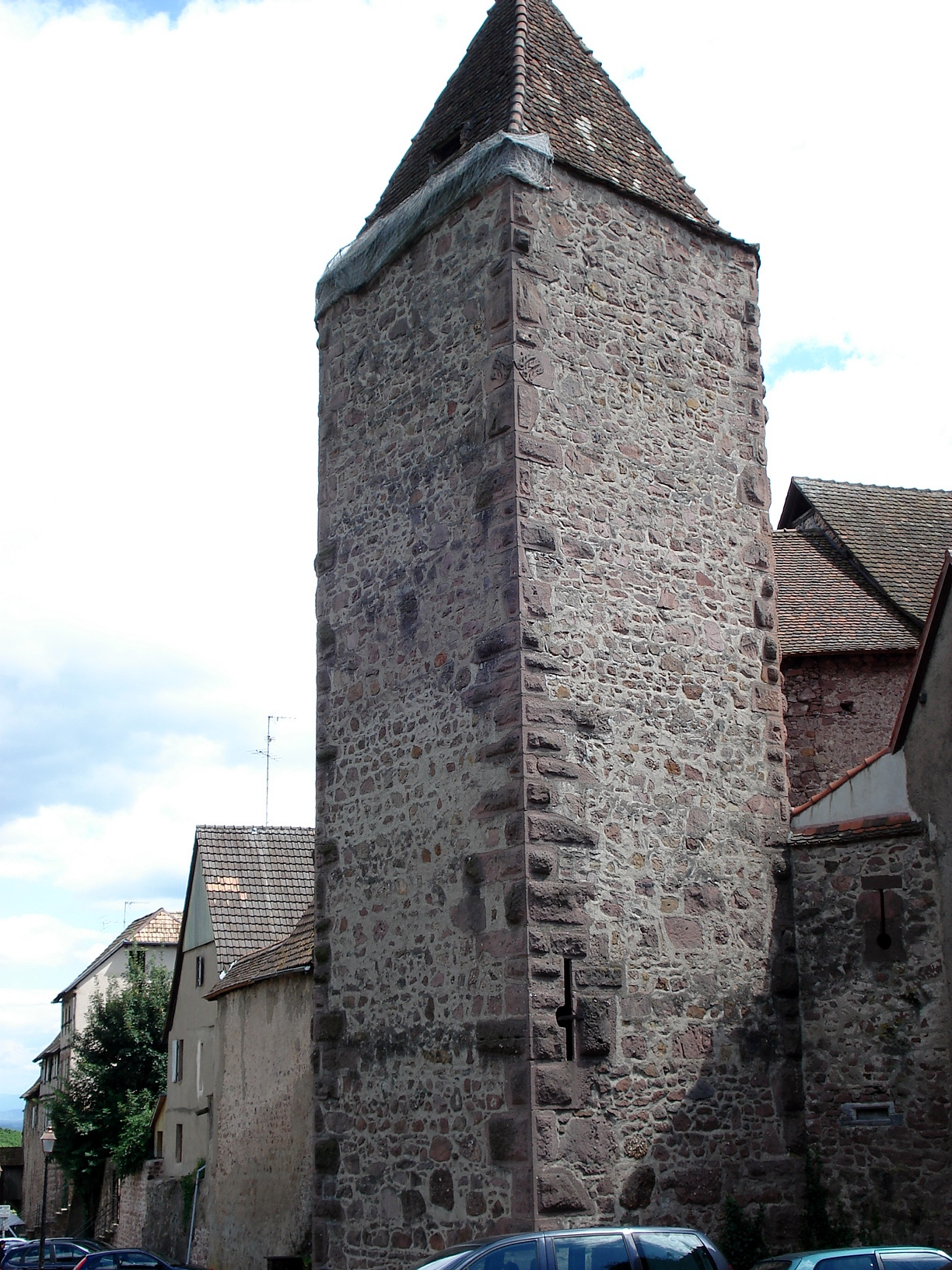
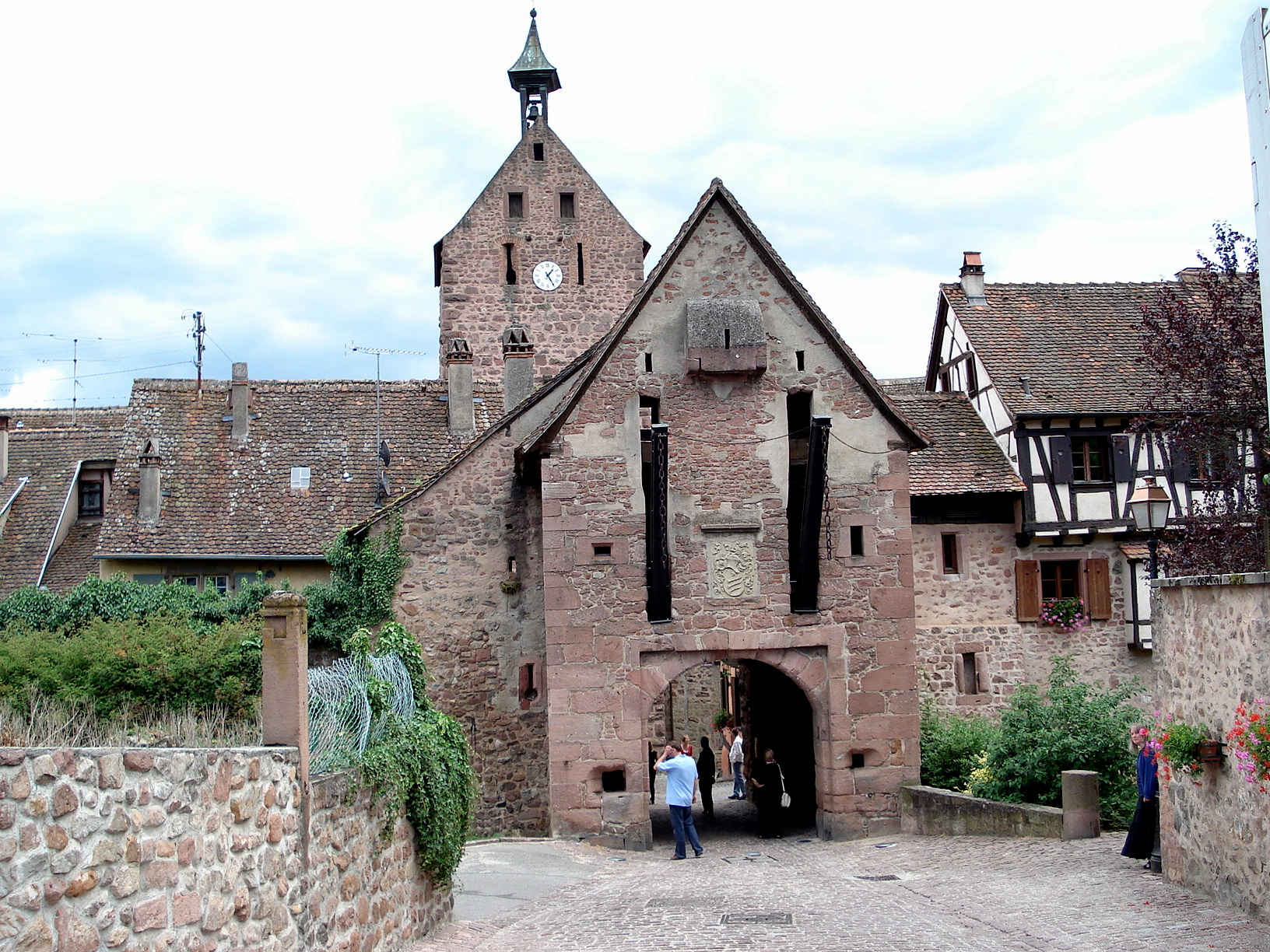
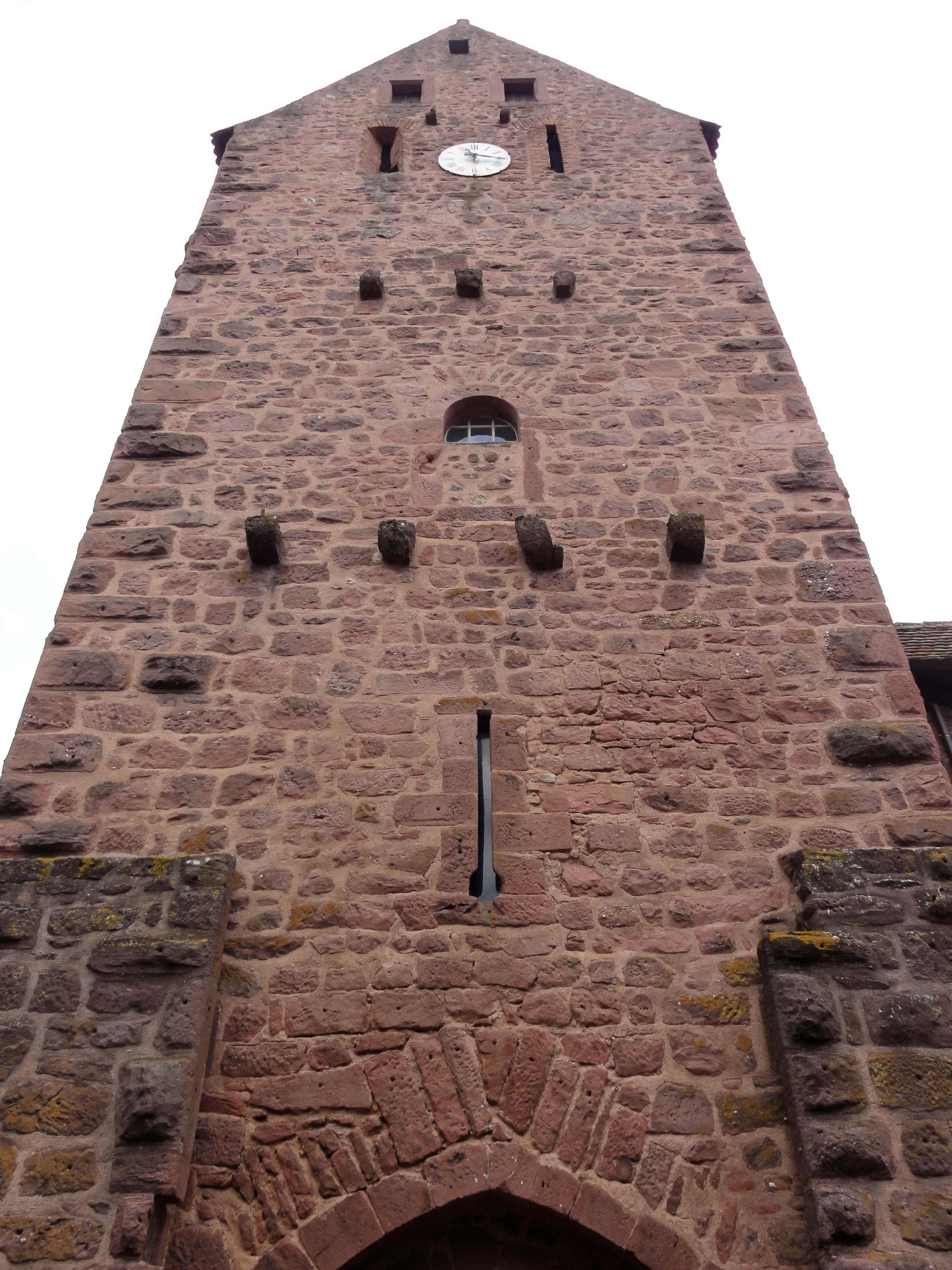
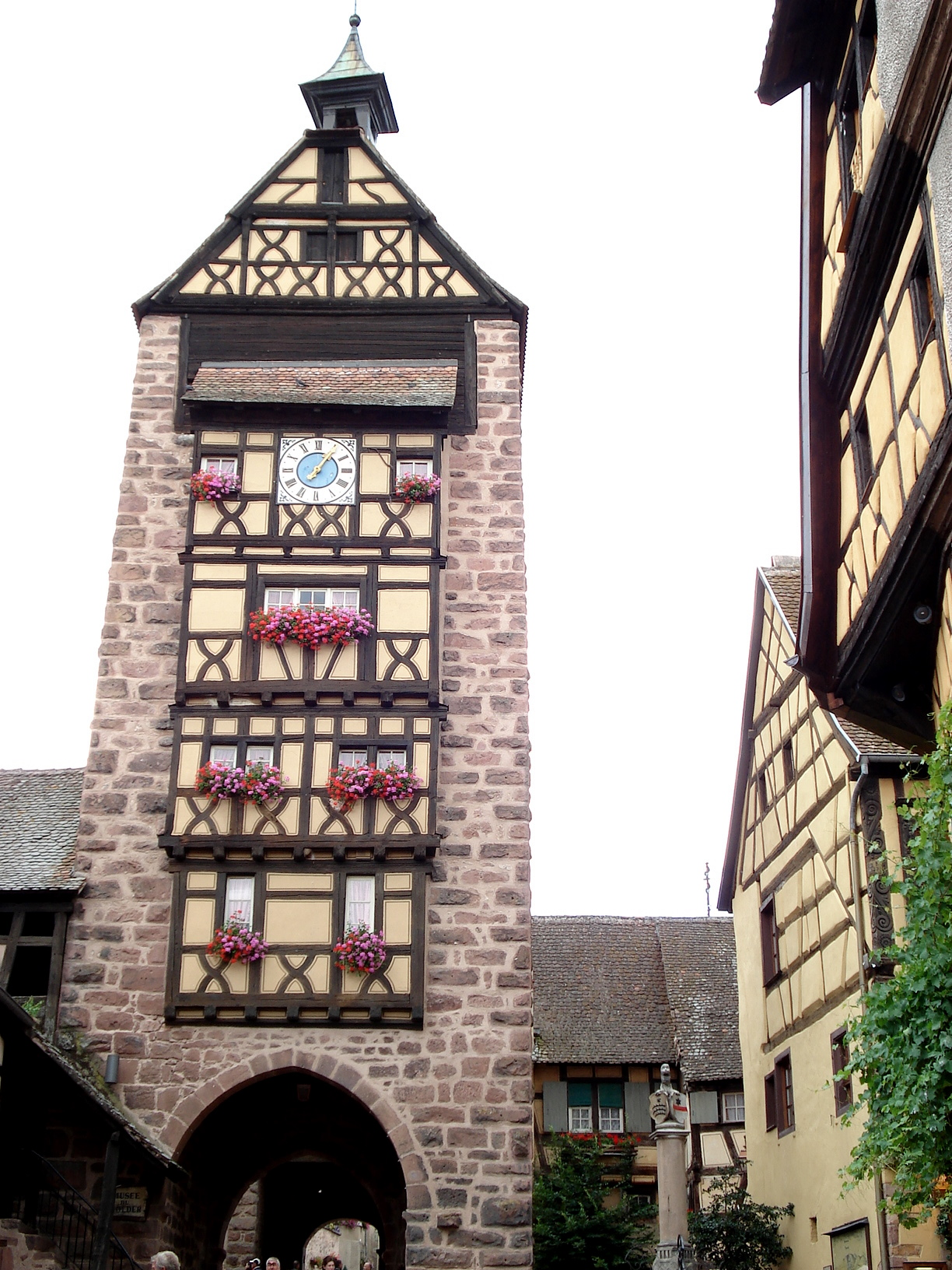